# 宮村隆治
宮村 隆治（みやむら りゅうじ、生年不明 - 1932年（昭和7年））は、日本の弁護士、法学士、教育者。中京法律専門学校設立の発起人。

## 概要
愛知県名古屋市で明治期に弁護士として活動。教育にも関心があつく、中京地区に法律教育機関がないことを遺憾として、法律学校設立に奔走。私財を投じて、1909年（明治42年）に名古屋市に中京法律学校（現中京法律専門学校）を設立。法律家をめざす若者の指導にあたり、自らも教鞭をとった。中京地区の教育・法律家の育成に寄与した人物である。